# Jesse Jackson
Jesse Louis Jackson, Sr., ursprungligen Jesse Louis Burns, född 8 oktober 1941 i Greenville i South Carolina, är en amerikansk medborgarrätts- och människorättsaktivist, politiker och baptistpastor.

## Biografi
Efter universitets- och teologistudier började Jackson arbeta för Martin Luther King och blev en av dennes närmaste män. Tillsammans med denne organiserade han Southern Christian Leadership Conference (SCLC) och var i slutet av 1960-talet ledare för Operation Breadbasket. 1971 grundade han People United to Serve Humanity (PUSH), en organisation för självhjälp åt den svarta befolkningen och 1984 Rainbow Coalition.

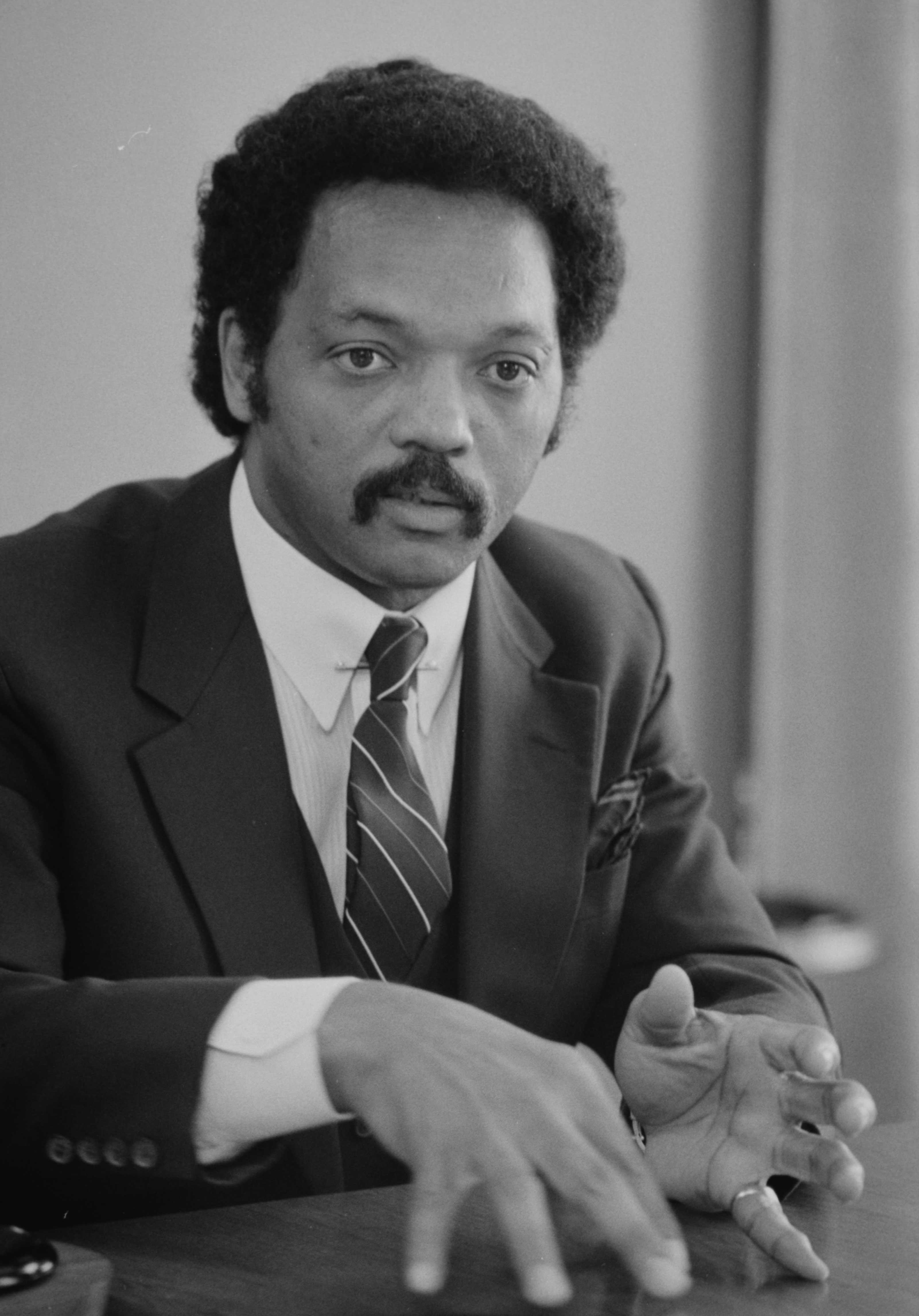
Jesse Jackson 1983.

Under 1980-talet blev han en uppmärksammad politiker och talesman i medborgarrättsfrågor och för den afrikansk-amerikanska befolkningen. Han drev 1984 och 1988 som andra (efter Shirley Chisholm) svarta amerikan kampanjer för att bli presidentkandidat för det Demokratiska partiet. Efter några uppmärksammade negativa uttalanden om judar och Israel är Jackson inte särskilt väl sedd inom den judiska minoriteten i USA. På senare tid har Jackson dock försökt reparera relationerna, och talade bland annat offentligt för senator Joe Lieberman vid dennes presidentnomineringskampanj.
Han har därefter bland annat stött Bill Clinton och varit dennes rådgivare. Han har även verkat internationellt och vid ett antal tillfällen medverkat till att få amerikanska fångar och gisslan frisläppta. Han har på senare tid framträtt som kritiker av amerikansk utrikespolitik i Mellanöstern och Latinamerika, senast i samband med kriget i Irak 2003.
Jackson var aktiv för att frita medborgare från USA som hölls som fånge i andra stater.
Lördagen den 2 juli 2011 höll Jesse Jackson ett tal för 30 000 människor på musik- och kulturfestivalen Peace & Love i Borlänge. I talet protesterade han mot NATO:s bombningar i bland annat Libyen och citerade bland andra Bob Dylans "Blowin' in the Wind" och John Lennons "Give Peace a Chance".